# Arneburg

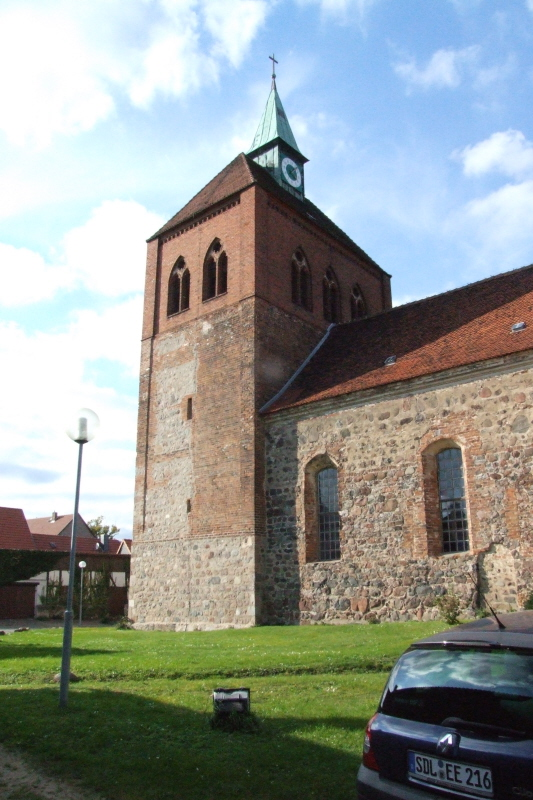
Arneburg

Arneburg este un oraș din Districtul Stendal, în Saxonia-Anhalt, Germania. Este situat pe malul drept al râului Elba, la aproximativ 12 km nord-est de Stendal. Este parte a comunității administrative (Verwaltungsgemeinschaft) Arneburg-Goldbeck.